# شورش کت
شورش کت (انگلیسی: Kett's Rebellion) یک قیام مردمی بود که در سال ۱۵۴۹ در نورفک، انگلستان رخ داد. نام این شورش به نام رهبر آن، رابرت کِت، کشاورز ثروتمندی که در ویموندهام زندگی می‌کرد، گرفته شد.
این شورش به دلیل نارضایتی‌های مختلف مردم عادی از جمله افزایش اجاره‌بها، محصور کردن زمین‌های مشترک و وضع مالیات‌های جدید بود. کت، که در جامعه محلی بسیار مورد احترام بود، پیروان زیادی از دهقانان، صنعتگران و مخالفان مذهبی را که از سیاست‌های دولت نیز ناراضی بودند، جمع‌آوری کرد.
شورشیان شهر نورویچ را تصرف کردند و یک «اردوگاه عدالت» را در نزدیکی Mousehold Heath ایجاد کردند، جایی که آنها مجموعه ای از خواسته‌ها را برای دولت برای رسیدگی به نگرانی‌های آنها تنظیم کردند. این خواسته‌ها شامل لغو حصار، لغو مالیات‌های جدید و اصلاح نظام حقوقی بود.
دولت به رهبری ادوارد ششم در ابتدا ارتشی را برای سرکوب شورش فرستاد، اما شورشیان توانستند با کمک استحکامات بداهه خود و دانش برتر از زمین محلی مقاومت کنند. پس از چند هفته نبرد، ارتش دولتی بزرگتر وارد شد و نیروهای شورشی را شکست داد.
کت به دلیل نقشش در شورش همراه با بسیاری از پیروانش اعدام شد و دولت اصلاحاتی را برای رسیدگی به نارضایتی مردم عادی انجام داد. این شورش همچنین در تأثیر آن بر جنگ داخلی انگلیس و سایر قیام‌های مردمی در طول تاریخ این کشور قابل توجه بود.